# الرزيقات القبلية
قرية الرزيقات القبلية هي إحدى القرى التابعة لمركز أرمنت في محافظة الأقصر في جمهورية مصر العربية. حسب إحصاءات سنة 2006، بلغ إجمالي السكان في الرزيقات القبلية 9313 نسمة، منهم 4718 رجل و4595 امرأة.